# 黑社會行動
黑社會行動（英語：Operation Underworld）是美國政府在1942年至1945年，與意大利和猶太有組織犯罪人物合作的代號，目的是打擊美國東北部沿海港口的軸心國間諜和破壞者，避免戰時工會罷工，並限制黑市商人對重要戰爭物資和設備的盜竊行為。

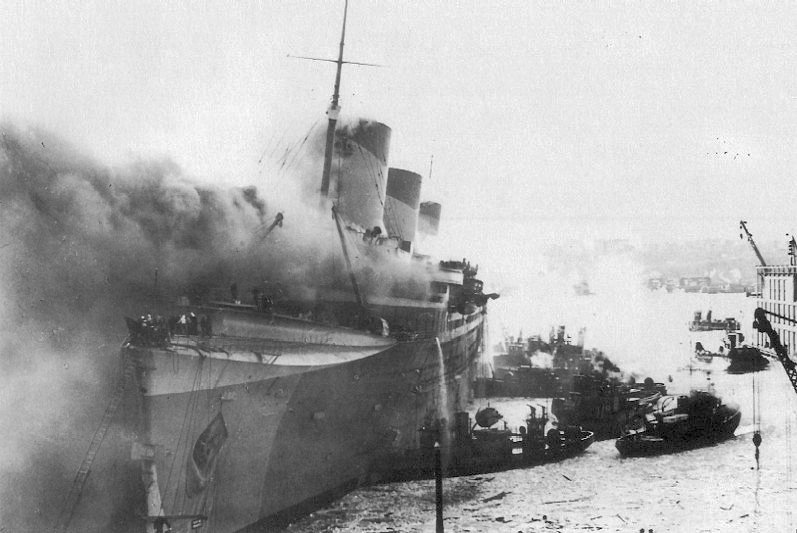
黑手黨縱火破壞「諾曼底號」（為戰時服役而改名為Lafayette號），並令船隻沉沒的懷疑，導致了執行黑社會行動

在1941年12月7日，珍珠港事件後的頭三個月裡，美國在大西洋海戰中與德國U型潛艇和巡洋艦交戰，損失了120艘商船。1942年2月，一艘被俘的法國船，「諾曼底號」遠洋郵輪（在紐約港被改裝成一艘運兵船），據說在紐約港被破壞並被縱火而沉沒。黑手黨老大艾伯特·阿納斯塔塞聲稱對這次破壞事件負責。盡管美國政府聲稱「諾曼底號」的損失是一場意外，但許多美國人持懷疑態度，認為這次破壞是由納粹份子策劃的。一些軸心國的間諜和破壞者被逮捕並被絞死，但是沒有證據表明軸心國的間諜與損失「諾曼底號」有關聯。戰後，軸心國的記錄聲稱不存在任何破壞行動，盟軍方面也沒有拿出任何證據指出存在的黑社會破壞行為。
盡管如此，對可能的破壞行為或擾亂濱水區的擔憂，導致駐守紐約第三海軍軍區的海軍情報局（ONI）指揮官查爾斯·R·哈芬登（Charles R. Haffenden）成立了一個特別安全小組。他尋求經營富頓魚市場的約瑟夫·蘭扎幫助，以獲得有關紐約濱水區、控制工會的情報，並在大西洋沿岸漁業的幫助下確定德國潛艇可能進行的加油和補給活動。
為了掩蓋蘭扎的活動，他找到邁爾·蘭斯基，請他幫助聯繫查理·盧西安諾，而盧西安諾是紐約五大黑手黨犯罪家族的重要老大。盧西安諾同意與當局合作，希望能夠被考慮提前出獄。
1936年，經過地方檢察官湯瑪斯·杜威多年的調查後，盧西安諾因強逼賣淫和經營一個賣淫勾當活動而被審判兼定罪。他被判處30至50年監禁，但在第二次世界大戰期間，透過其同伙邁爾·蘭斯基與海軍部達成一項協議，為海軍提供海軍情報。1946年，由於他所謂的戰時合作，盧西安諾被減刑，條件是將他驅逐出境到意大利。
盧西安諾的聯繫人甚至協助盟軍在1943年水陸兩棲入侵西西里島中，提供該島港口的地圖、海岸線的照片，以及西西里島黑手黨內部值得信賴的聯繫人的名字，而黑手黨也希望看到墨索里尼被推翻。盧西安諾指示卡洛蓋羅·維齊尼協助盟軍入侵意大利。在1943年入侵西西里島期間，維齊尼是黑手黨歷史上直接支持盟軍的核心人物。在盟軍入侵意大利期間，維齊尼在一輛美國坦克上坐了6天，引導盟軍通過山口，並指揮他的西西里島黑手黨消滅山中的意大利狙擊手。
盧西安諾當時在丹尼莫拉，因經營賣淫集團而被判處30至50年的刑期。由於他的合作，於1942年5月，他被轉移到位於大草地的一個更方便和舒適的開放式監獄。盧西安諾在阻止破壞活動方面的影響力仍不清楚，但當局確實注意到，在盧西安諾的律師莫塞斯·波拉科夫（Moses Polakoff）與對碼頭工人及其工會有影響力的黑社會人物聯絡後，碼頭的罷工便停止了。1946年，盧西安諾在服刑9年半後被減刑，並被驅逐出境到他的家鄉意大利。

## 延伸閱讀
- 《The Luciano Project: The Secret Wartime Collaboration of the Mafia and the U.S. Navy》（1977年），作者：Rodney Campbell ISBN 0-07-009674-0
- 《Mafia Allies. The True Story of America's Secret Alliance with the Mob in World War II》（2007年），作者：Tim Newark ISBN 0-7603-2457-3 (Review)